# 亚洲公路86号线
亚洲公路86号线（英語：Asian Highway 86），编号為，是亞洲公路網系統中一条位于土耳其全长247公里的公路，从阿什卡莱至特拉布宗。该线路与
 欧洲E97公路一致，线路如下：

## 土耳其
- D-915 D915号公路: 阿什卡莱 - 巴伊布尔特
- D-050 D050号公路（土耳其語：D 050）: 巴伊布尔特 - 居米什哈內
- D-885 D885号公路: 居米什哈內 - 特拉布宗